# Fall Putten

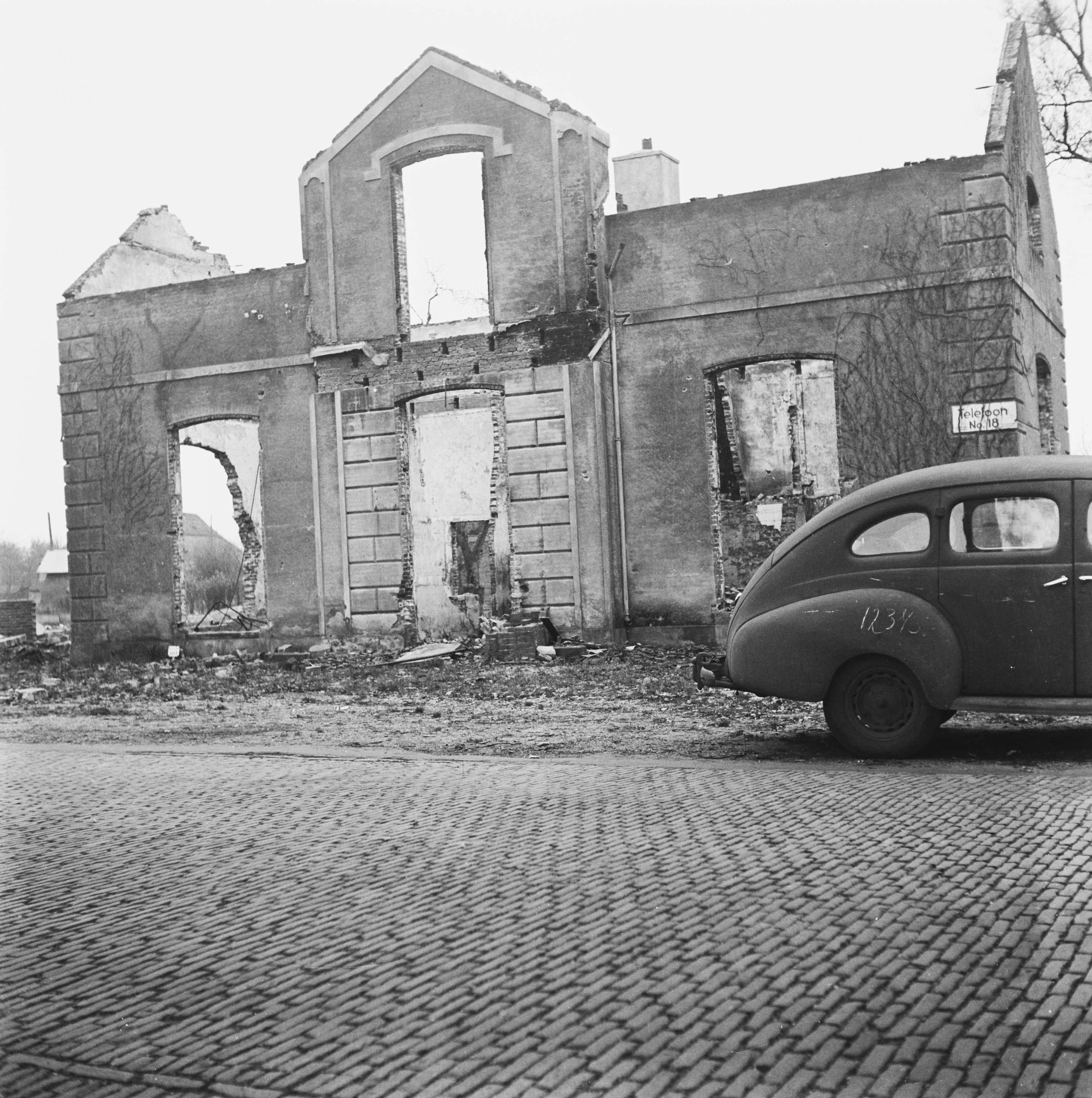
Eins der 105 von den Deutschen in Brand gesteckten Häuser in Putten

Der Fall Putten, auch Razzia von Putten (nl: Razzia van Putten) war ein Kriegsverbrechen in den deutsch besetzten Niederlanden, das die deutsche Wehrmacht am 2. Oktober 1944 in der niederländischen Ortschaft Putten beging. Dabei wurden 661 Männer aus der Ortschaft in verschiedene Konzentrationslager deportiert, von denen 552 dort umkamen. Die restliche Bevölkerung musste das Dorf verlassen, das dann in Teilen von der Wehrmacht zerstört wurde.

## Hergang

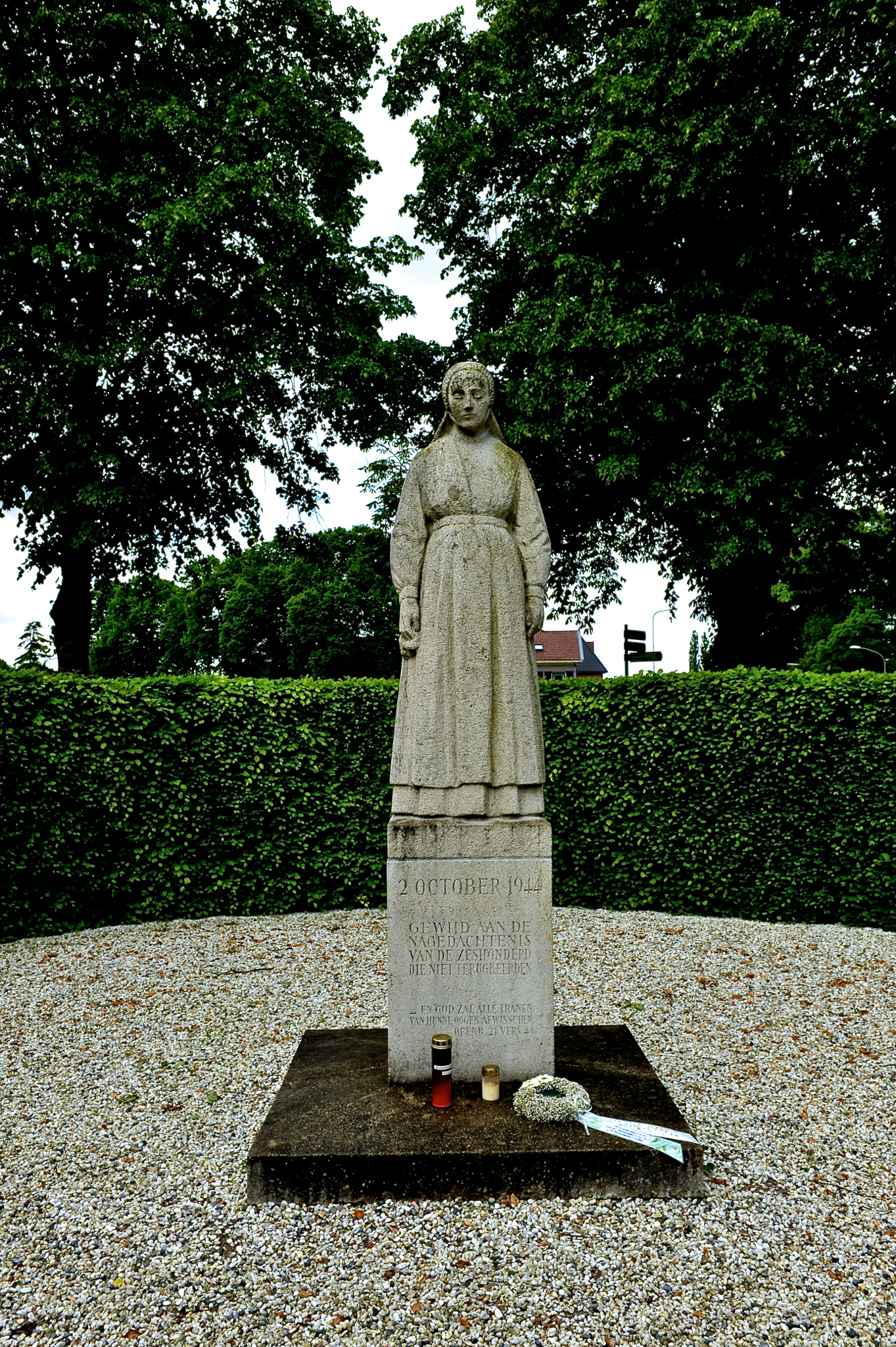
Razziadenkmal in Putten

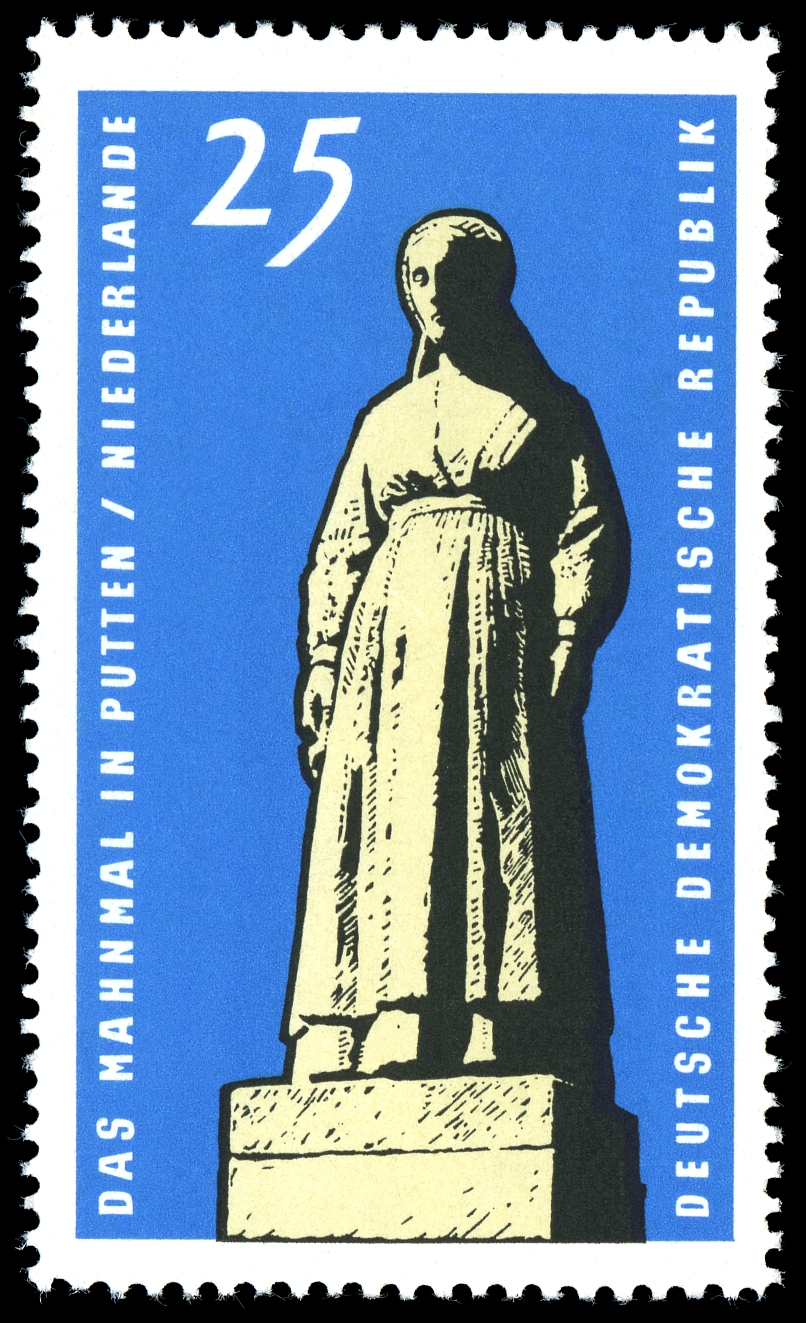
Razziadenkmal auf einer Briefmarke der DDR von 1965

Nachdem niederländische Partisanen in der Nacht zum 1. Oktober 1944 vier deutsche Offiziere in einem Auto beschossen hatten und einer von ihnen dabei ums Leben gekommen war, wurden auf Befehl von General der Flieger Friedrich Christiansen, dem damaligen Wehrmachtbefehlshaber in den Niederlanden, am 2. Oktober 1944 660 Puttener Männer ab 17 Jahre bei einer großen Razzia gefangen genommen und zunächst in das Lager Amersfoort deportiert. Dort wurden 59 von ihnen freigelassen, anschließend wurden 601 Männer in das KZ Neuengamme verschleppt, 13 konnten auf dem Weg aus dem Zug springen, so dass 588 in Neuengamme ankamen. Von dort aus wurden die Puttener Häftlinge in weitere Konzentrationslager geschickt, insbesondere in Neuengammer Außenlager.
Die Frauen, Kinder und alten Menschen der Gemeinde mussten das Dorf verlassen, ihre Häuser wurden niedergebrannt. Dabei wurden über 100 Gebäude und Wohnungen zerstört. In den sieben Monaten bis Kriegsende kamen die meisten der gefangenen und deportierten Männer in deutschen Konzentrationslagern um, alleine 110 im KZ Ladelund. Nur 48 der Deportierten kehrten nach der Befreiung zurück nach Putten, wobei weitere fünf von ihnen an den Folgen der KZ-Haft starben. Während der Razzia selbst wurden acht Menschen erschossen, darunter auch das einzige weibliche Todesopfer.

## Aufarbeitung

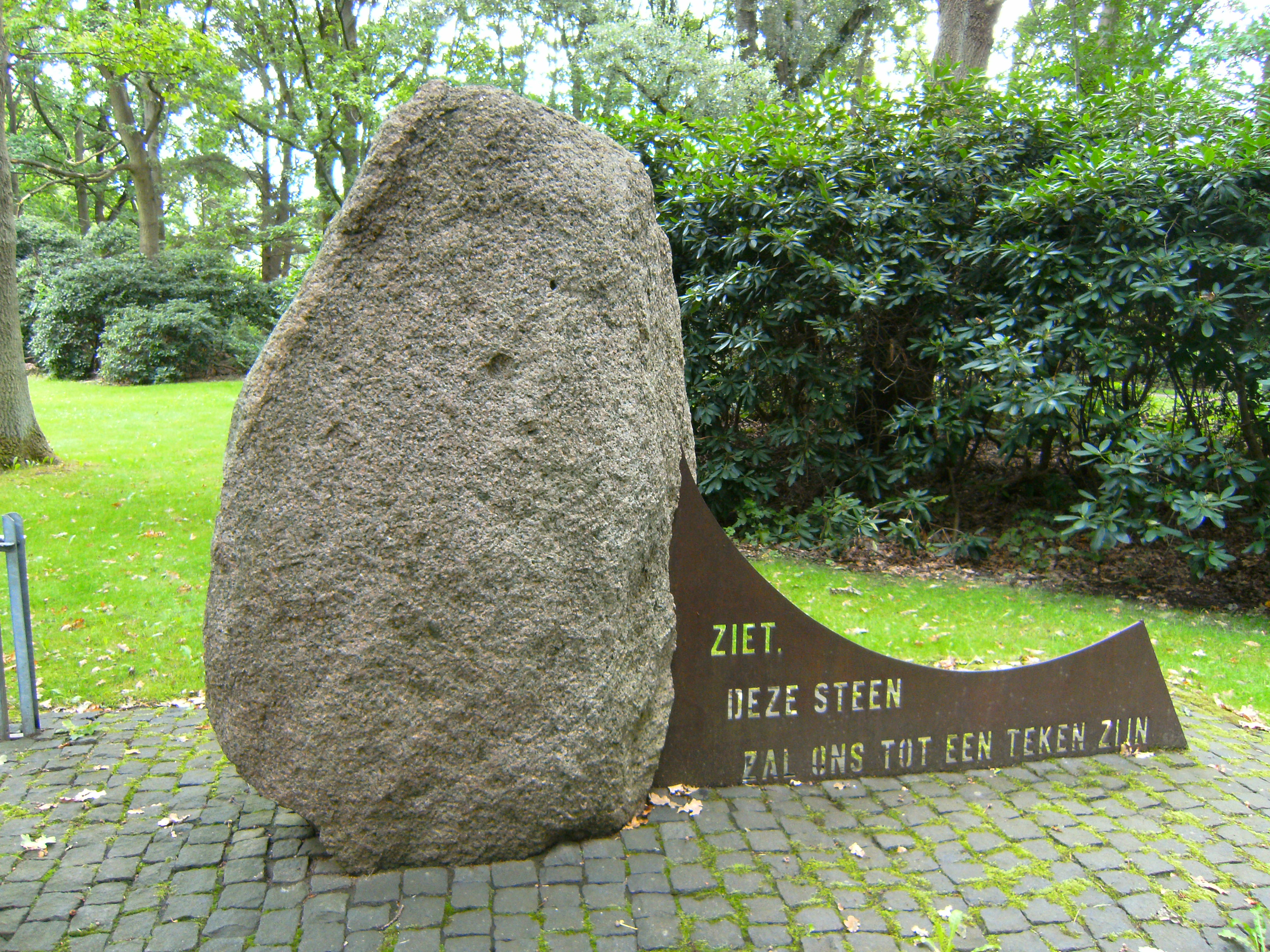
Hamburg, KZ-Gedenkstätte Neuengamme: Gedenkhain, Gedenkstein Putten. Gedenken an die Deportation und Ermordung.

Wedel, Deutschland, Fall Putten: Namen der in Wedel ermordeten Opfer. Wedel war eine Außenstelle des KZ Neuengamme

Nach dem Zweiten Weltkrieg wurden die drei hauptverantwortlichen Militärs Fritz Fullriede, Friedrich Christiansen und Heinz-Hellmuth von Wühlisch von einem niederländischen Gericht dafür wegen Kriegsverbrechen verurteilt.
Zu Ehren der Opfer wurde im Zentrum der Gemeinde Putten ein Denkmal errichtet. Es wurde von Mari Andriessen erschaffen und am 1. Oktober 1949 von Königin Juliana eingeweiht. Eine Ausstellung zur Geschichte der Razzia und Tafeln mit den Namen der Opfer ergänzen in einem 1999 eröffneten Gedenkraum diese Anlage.
1946 informierte der evangelische Pastor des nordfriesischen Dorfes Ladelund, dass 111 Männer aus Putten im dortigen Außenlager des KZ Neuengamme verstorben und am Ort bestattet worden seien. Daraus entstand eine „für die Niederlande und Deutschland einzigartige Versöhnungs- und Erinnerungsarbeit“ von Putten und Ladelund. Die Ereignisse in Putten und das Schicksal der Verschleppten wurden erstmals 1981 in einer Ausstellung und 2015 im Rahmen einer Sonderausstellung der KZ-Gedenkstätte Neuengamme dargestellt.
Im holsteinischen Wedel, wo sich ein Außenlager des KZ Neuengamme befand, erinnern eine Straße und eine Gedenktafel an das Kriegsverbrechen.